# Spathandra blakeoides
Spathandra blakeoides là một loài thực vật có hoa trong họ Mua. Loài này được (G. Don) Jacq.-Fél. miêu tả khoa học đầu tiên năm 1978.